# Пощенски адрес
Вижте пояснителната страница за други значения на Адрес.
Пощенски адрес (на френски: adresse, направление) е точното местоположение на получател или подател (къща, апартамент, организация) на поща.
Адресът се състои от селище, пощенски код, улица/блок, номер и име на получателя и се обозначава на плика на писмото / пратката, за да може пощенският раздавач да го намери. В отделните държави съществуват различни правила за изписване на адреса. Улиците обикновено имат имена, а сградите – номера.

## Пример
сем. Давидови
ул. „Панайот Хитов“ № 62
6000 Стара Загора
България